# Helmut Blume
Helmut Blume (* 18. März 1920 in Köln; † 8. Juli 2008 in Bad Kissingen) war ein deutscher Geograph.

## Weltkrieg und Studium
Als Sohn des Studienrats Karl Blume und seiner Ehefrau Rosemarie Freitag besuchte er das Realgymnasium in der Kölner Kreuzgasse und erlangte dort 1937 das Abitur. Danach wurde er zum Reichsarbeitsdienst eingezogen und konnte dann ein Studium der Geologie, Geographie und Vorgeschichte an der Universität Köln aufnehmen. 1938 wechselte er an die Universität Bonn, um dann 1939 an der Universität Leipzig in Heinrich Schmitthenner einen wichtigen Lehrer zu finden.

## Promotion und erste Vorlesung
Er erlangte 1941 in Leipzig die Promotion zum Dr. rer. nat. mit einem Thema zur Landschaft um die Stadt Dauba: Die Oberflächenformen des Daubaer Landes in Nordböhmen. Anschließend diente er bei der Wehrmacht als Offizier der Artillerie bis zum Ende des Zweiten Weltkriegs. An der Universität Marburg betätigte er sich ab dem 1. Januar 1946 als Assistent, wo er wieder mit Schmitthenner arbeiten konnte. In der Umgebung von Marburg führte er mehrere Forschungsarbeiten durch, die im Jahre 1948 in das Thema seiner Habilitation mündeten: Marburger Landschaft. Als Privatdozent begann er im Juli 1948 mit der Vorlesung über das Gebiet des Nordkaukasus. Dabei stützte er sich auf die Kenntnisse, die er im Krieg dort gewann.

## Studien in den USA
Erstmals konnte er in den Jahren 1950 bis 1951 einen ausländischen Forschungsaufenthalt auf den Inseln von Großbritannien wahrnehmen. Eine Teilnahme an einer Geographen-Konferenz in Washington, D.C. im Jahre 1952 führte zu einer Einladung zu Gastvorlesungen an die Valparaiso University. Im folgenden Jahr beschäftigte er sich mit Studien in Louisiana, wo er sich für die Anforderungen des Anbaus von Zuckerrohr interessierte. Im Jahre 1954/1955 wurde er zum ordentlichen Professor ernannt. Die Fragen des Zuckerrohranbaus betrafen in den Jahren 1954 bis 1958 seine Untersuchungen am südlichen Mississippi und in südlichen Gebieten von Spanien.

## Dozentenjahre in Kiel und Tübingen

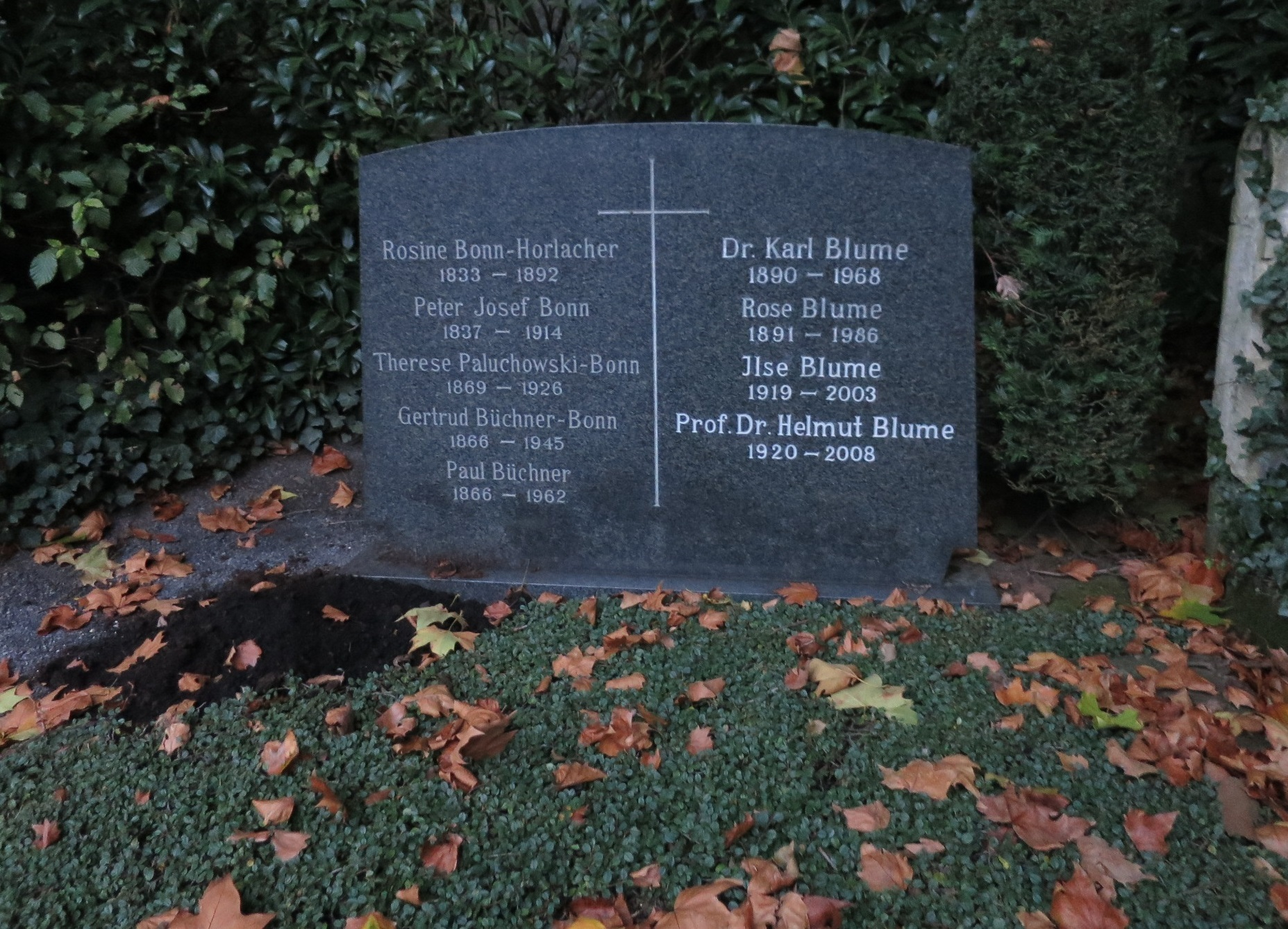
Familiengrab auf Melaten-Friedhof

Ab 1954 bis 1963 lehrte er an der Universität Kiel. In den Jahren 1959 bis 1971 unternahm er mehrere Forschungsreisen in die tropischen Landschaften, über die er entsprechende Bücher veröffentlichte. Einem Ruf an die Universität Tübingen folgte er im Jahre 1963, um den Lehrstuhl für Physische Geographie zu übernehmen. Weitere Reisen führten ihn 1976 und 1978 wiederum in die USA. In einer Studie stellte er die positiven und negativen Faktoren der Landschaften dar. Die belastenden Faktoren bestanden für ihn in der Gefahr von Erdbeben, dem Auftreten von Kälteeinbrüchen, die Überschwemmungen, die Wirbelstürme und das Vorkommen von Dürreperioden. Im Jahre 1985 wurde er emeritiert.
Seine Grabstätte befindet sich auf dem Kölner Friedhof Melaten (Flur 11 (F)).

## Ämter und Ehrenämter
- ab 1963: Herausgeber der Veröffentlichungsreihe Tübinger Geographische Studien
- 1968–1970 und 1974–1977: Direktor des geographischen Instituts der Universität Tübingen
- 1975: Fachgutachter der Deutschen Forschungsgemeinschaft und Vertreter der Geographie im Sonderforschungsbereich 19
- 1977–1978: Sprecher der Ordinarien im Großen Senat der Universität Tübingen

## Schriften (Auswahl)
- Die Marburger Landschaft – Gestalt und morphologische Entwicklung, Marburg 1949
- Das Land Hessin und seine Landschaften, Remagen 1951
- Zuckerrohranbau am unteren Mississippi (Louisiana's Sugar Bowl), Kallmünz 1954
- Die Entwicklung der Kulturlandschaft des Mississippideltas in kolonialer Zeit unter besonderer Berücksichtigung der deutschen Siedlung, Kiel 1956
- Die Westindischen Inseln, Braunschweig 1968.
  - englisch: The Caribbean Islands. Longman, London 1974, ISBN 0-582481643.
- Agrarlandschaft und Agrarreform in Kuba, 1968.
- Probleme der Schichtstufenlandschaft, Darmstadt 1971.
- Die pleistozäne Reliefentwicklung im Schichtstufenland der Driftless Area von Wisconsin (USA) – ein Beitrag zur Schichtstufenmorphogenese unter besonderer Berücksichtigung der pleistozänen Tal- und Hangformung, Tübingen 1971.
- Geomorphologische Untersuchungen im württembergischen Keuperbergland mit Hans Karl Barth, Reiner Schwarz und Reinhard Zeese, Tübingen 1971.
- Antillen. Tropische Inseln im Karibischen Meer mit Henri-Maurice Berney, Bern 1972.
- USA: Eine geographische Landeskunde – der Grossraum in Strukturellem Wandel, Darmstadt 1975.
- Saudi-Arabien: Natur, Geschichte, Mensch u. Wirtschaft, Horst Erdmann Verlag, Tübingen 1976 ISBN 3-7711-0228-6.
- Strukturbetonte Reliefs mit ergänzenden klimageomorphologischen Beiträgen, Stuttgart 1976.
- Tübinger Atlas des Vorderen Orients, Wiesbaden 1977.
- Baedeker's Caribbean including Bermuda, New Jersey 1982.
- Geography of sugar cane: Environmental, structural and economical aspects of cane sugar production, Berlin 1985.
- Die Regionen der USA, Darmstadt 1988.
- Das Relief der Erde: Ein Bildatlas, Stuttgart 1991.
- Colour atlas of the surface forms of the earth mit Andrew Goudie und Rita Gardner. Belhaven 1992.
- Zum Kaukasus 1941–1942: Aus Tagebuch und Briefen eines jungen Artilleristen, Tübingen 1993.